# Etzatlán
Etzatlán is een plaats in de staat Jalisco in centraal-west Mexico. Eztatlán heeft 20.011 inwoners (census 2020). Het is de thuisbasis van 's werelds grootste haakluifel, zoals gecertificeerd door het Guinness Book of Records.
In 2020 wijdde de Chileense schrijver José Baroja een verhaal met de titel “Etzatlán”.

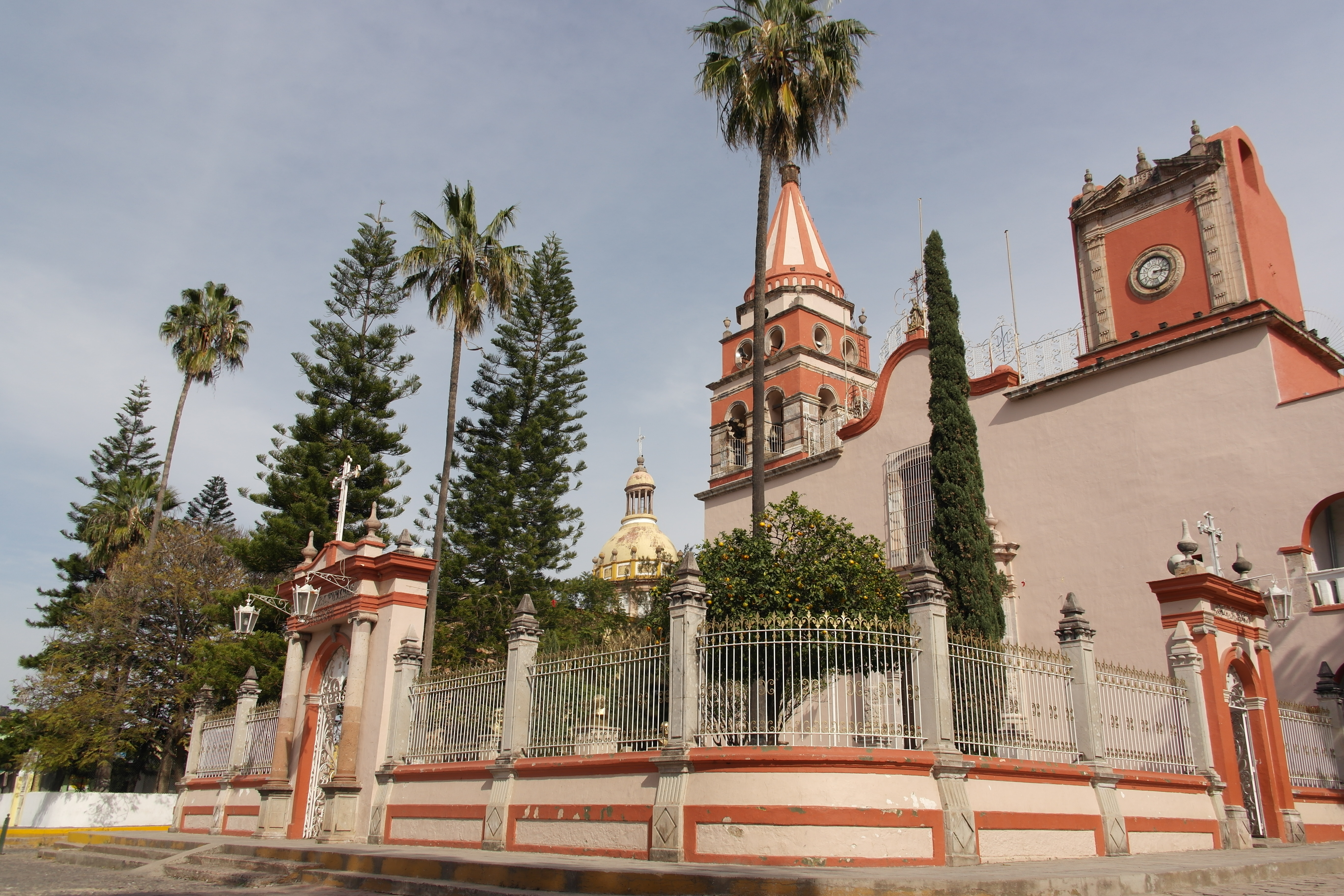
"Templo de la Purísima Concepción" in Eztatlán